# Eshtaol
Eshtaol (hebraico: אשתאול) é uma Moshav no Israel central. Pertence ao Conselho Regional de Mateh Yehuda. Em 2006, Eshtaol tinha uma população de 876.
A comunidade foi fundada em 1949 sobre as terras de duas aldeias árabes abandonadas, Ishwa e Islin, após a Guerra árabe-israelense de 1948. Os fundadores eram imigrantes judeus do Iêmen que se estabeleceram lá em dezembro de 1949.
A Moshav foi fundada como parte do corredor Jerusalém, programa para povoar Israel após a guerra de independência, a fim de criar um bloco de habitação contígua entre a planície costeira e Jerusalém, que está nas montanhas.
O primeiro grupo de colonos chegou em dezembro de 1949 e fizeram sua subsistência através de trabalho nas florestas para o Fundo Nacional Judeu. Mais tarde, o "misto" das pessoas que ajudaram a criar um galinheiro e outras empresas agrícolas..